# العلاقات الأندورية الجنوب سودانية
العلاقات الأندورية الجنوب سودانية هي العلاقات الثنائية التي تجمع بين أندورا وجنوب السودان.

## مقارنة بين البلدين
هذه مقارنة عامة ومرجعية للدولتين:
| وجه المقارنة                                              | أندورا                                                     | جنوب السودان                  |
| --------------------------------------------------------- | ---------------------------------------------------------- | ----------------------------- |
| المساحة (كم2)                                             | 468                                                        | 619.75 ألف                    |
| عدد السكان (نسمة)                                         | 76.18 ألف                                                  | 12.58 مليون                   |
| الكثافة السكانية (ن./كم²)                                 | 16.28 ألف                                                  | 20.3                          |
| العاصمة                                                   | أندورا لا فيلا                                             | جوبا                          |
| اللغة الرسمية                                             | اللغة الكتالونية                                           | لغة إنجليزية                  |
| العملة                                                    | يورو                                                       | جنيه جنوب سوداني، جنيه سوداني |
| الناتج المحلي الإجمالي (بليون دولار)                      | 3.01 مليار                                                 | 2.90 مليار                    |
| الناتج المحلي الإجمالي (تعادل القوة الشرائية) بليون دولار |                                                            | 22.88 مليار                   |
| الناتج المحلي الإجمالي الاسمي للفرد دولار أمريكي          |                                                            | 73                            |
| الناتج المحلي الإجمالي للفرد دولار أمريكي                 |                                                            | 2.02 ألف                      |
| مؤشر التنمية البشرية                                      | 0.858                                                      | 0.467                         |
| رمز المكالمات الدولي                                      | +376                                                       | +211                          |
| رمز الإنترنت                                              | .ad                                                        | .ss                           |
| المنطقة الزمنية                                           | ت ع م+01:00، توقيت وسط أوروبا، ت ع م+02:00، أوروبا/أندورا ‏ | ت ع م+03:00                   |

## منظمات دولية مشتركة
يشترك البلدان في عضوية مجموعة من المنظمات الدولية، منها:
| علم المنظمة | اسم المنظمة                   | تاريخ انضمام أندورا | تاريخ انضمام جنوب السودان |
| ----------- | ----------------------------- | ------------------- | ------------------------- |
|             | يونسكو                        | 20 أكتوبر 1993      | 27 أكتوبر 2011            |
|             | منظمة الشرطة الجنائية الدولية | ?                   | ?                         |
|             | الأمم المتحدة                 | 28 يوليو 1993       | 14 يوليو 2011             |
|             | الاتحاد الدولي للاتصالات      | 12 نوفمبر 1993      | 3 أكتوبر 2011             |

## وصلات خارجية
- موقع وزارة الخارجية الأندورية
- موقع وزارة الخارجية الجنوب سودانية